# باشگاه فوتبال آلماست
باشگاه فوتبال آلماست ایروان (ارمنی: Ֆուտբոլային Ակումբ „Ալմաստ“ Երևան؛ انگلیسی: FC Almast) یک باشگاه فوتبال در شهر ایروان و در کشور ارمنستان می‌باشد که در لیگ دسته اول فوتبال ارمنستان بازی می‌کرد. 

## تاریخچه
این باشگاه در حدود سال ۱۹۸۳ میلادی تأسیس شد اما در سال ۱۹۹۳ میلادی به دلیل مشکلات مالی  منحل شد و در حال حاضر در سطح فوتبال حرفه‌ای فعالیتی ندارد.

## آمار لیگ
| اتحاد شوروی (۱۹۹۰ – ۱۹۹۱) |                               |     |      |     |       |      |        |          |     |        |      |
| فصل                       | دسته                          | سطح | بازی | برد | تساوی | باخت | گل زده | گل خورده | +/- | امتیاز | مکان |
| ۱۹۹۰                      | Vtoraja nizšaja liga - 2 zona | ۴   | ۳۰   | ۶   | ۹     | ۱۵   | ۳۶     | ۸۹       | −۵۳ | ۲۱     | 19.  |
| ۱۹۹۱                      | Vtoraja nizšaja liga - 2 zona | ۴   | ۳۸   | ۷   | ۳     | ۲۸   | ۳۶     | ۱۰۳      | −۶۷ | ۱۷     | 20.  |
| ارمنستان (۱۹۹۲ – ۱۹۹۳)    |                               |     |      |     |       |      |        |          |     |        |      |
| فصل                       | دسته                          | سطح | بازی | برد | تساوی | باخت | گل زده | گل خورده | +/- | امتیاز | مکان |
| ۱۹۹۲                      | لیگ دسته اول                  | ۲   | ۲۶   | ۱۷  | ۳     | ۶    | ۷۱     | ۴۲       | +۲۹ | ۳۷     | ۸.   |